# Jean Chérasse
 (avril 2020).
Jean André Chérasse,  né le 26 novembre 1932 à Issoire (Puy-de-Dôme) et mort le 18 avril 2025, est un réalisateur de films, notamment documentariste, scénariste et producteur de télévision français.

## Biographie
Fils du général André Chérasse et de Louise Guerrier, Jean Chérasse est un ancien élève du lycée Henri-IV (prépa ENS St-Cloud), agrégé d'histoire, puis ancien élève de l'Institut des hautes études cinématographiques (IDHEC) (14e promotion). Il a été :
- président du Ciné-Club Universitaire ;
- professeur d'histoire-géographie au lycée Alain-Fournier de Bourges ;
- service militaire en Algérie (77e CRD) ;
- scénariste-dialoguiste (avec Jacques Companeez et Albert Valentin), assistant (Robert Ménegoz, Claude Autant-Lara) puis réalisateur en 1962 de deux films de long-métrage de fiction, "La vendetta" et "Un clair de lune à Maubeuge"
- direction des programmes de Radio Monte-Carlo (OM)

- producteur et réalisateur d'émissions documentaires pour l'ORTF, notamment la collection historique "Présence du passé"
- producteur et animateur de l'émission "24 images/seconde" sur France Inter puis initiateur d'une campagne de promotion en faveur du cinéma à partir du "Studio 28", choisi comme salle expérimentale
- directeur du "nouveau Cinémonde"
- réalisateur de séquences d'information pour l'ONISEP et le Ministère de l'Éducation ;
- réalisateur de films documentaires historiques, notamment "Valmy", "Dreyfus ou l'intolérable vérité" et "La prise du pouvoir par Philippe Pétain"
- rédacteur en chef du journal satirique La Gazette libérale...et avancée
- conseiller du président puis conseiller de programmes à l'INA (1982-1997) ;
- président-fondateur de MAP-TV, une ONG pour la valorisation des archives audiovisuelles européennes ;
- chargé de mission au cabinet du Ministre de la Culture (1997-1999) ;
- initiateur (avec Jean-Christophe Averty) de l'association des amis de Michel Petrucciani
- intervenant à l'Académie des sciences morales et politiques (juin 2005) ;
- intervenant à Censier, au colloque "Henri Guillemin et la Commune, le moment du peuple" (novembre 2016) ;
- intervenant à l'ENS Ulm, au colloque "Guillemin, Pétain et la collaboration" (novembre 2018) ;
- rédacteur du blog "Vingtras" sur Mediapart (depuis 2009).
- membre de l'Académie des arts et techniques du cinéma

### Distinctions
- Chevalier de l'ordre national du Mérite
- Officier de l'ordre des Arts et des Lettres
- 2024 Médaille de l'Assemblée nationale (à l'initiative du député Rodrigo Arenas) pour le cinquantenaire du tournage du premier film français sur l'Affaire Dreyfus, intitulé "Dreyfus ou l'intolérable vérité"

## Filmographie
Il a été assistant réalisateur de Robert Ménégoz (films d'action militante), Joris Ivens (Le Chant des fleuves) ainsi que de Claude Autant-Lara (Le Rouge et le Noir)

### Comme réalisateur
- 2003 : Henri Frenay, l'inventeur de la résistance (téléfilm)
- 1996 : Marthe Richard et la tolérance (téléfilm)
- 1995 : Le Grand Retour (téléfilm en deux parties) : Le Printemps de la liberté et Les Survivants de l'indicible
- 1994 : France, année zéro (téléfilm)
- 1992 : La Marseillaise n'est pas encore enrouée ! (téléfilm en collaboration avec Claude Manceron)
- 1990 : Michel Philippot, l'architecte des sons (primé par l'académie Charles-Cros)
- 1988 : Le Miroir colonial (téléfilm en 3 parties)
- 1986 : Le Miroir des passions françaises (téléfilm en collaboration avec Theodore Zeldin)
- 1985 : Les Captifs de l'An Quarante (téléfilm)
- 1984 : Paris, j'écris ton nom liberté (téléfilm) primé par la Haute Autorité de l'audiovisuel
- 1980 : La Prise du pouvoir par Philippe Pétain
- 1975 : Dreyfus ou l'Intolérable Vérité (prix Méliès)
- 1967 : Valmy et la Naissance de la République (téléfilm en trois parties, en collaboration avec Abel Gance)
- 1962 : Un clair de lune à Maubeuge[2]
- 1961 : La Vendetta[3]
- 1958 : Un charlatan crépusculaire (CM, avec la voix de Gérard Philipe)

### Comme scénariste
- 2000 : Citadelle (d'après l'œuvre de Saint-Exupéry)
- 1978 : La Prise du pouvoir par Philippe Pétain
- 1977 : Le Marquis sans culotte
- 1975 : Dreyfus ou l'Intolérable Vérité
- 1972 : La Pollutrouille
- 1968 : "L'aquarium de la nuit" (ex "Sortie de secours") en coll avec Démosthène Théocari
- 1962: La vendetta
- 1962: Un clair de lune à Maubeuge
- 1960 : La Pendule à Salomon de Vicky Ivernel
- 1958-1959 : collaboration avec Albert Valentin pour divers scénarios

### Comme producteur
- Les Carnets brésiliens (13 films de 30 minutes réalisés par Pierre Kast)
- de 1963 à 1980 : les séries Que ferez-vous demain ?, Avenir, Devenir, Forum-éducation, Métiers d'avenir et La Vocation d'un homme (prix Italia 1964)
- La France dans vingt ans (en collaboration avec Jean-Michel Royer)
- de 1964 à 1968 : a dirigé (avec Jean Mauduit et Bernard Revon) la collection « Présence du passé » (documentaires historiques pour l'ORTF)
- rédacteur-en-chef de l'hebdo satirique La Gazette libérale...et avancée (3 numéros)
- à partir de 1997, gérant de la société Bailleul Productions (SARL)

## Ouvrages
- Les 72 immortelles. L’ébauche d’un ordre libertaire, Éditions du Croquant, 2019
- Les 72 immortelles. La fraternité sans rivages - Une éphéméride du grand rêve fracassé des Communeux, Éditions du Croquant, 2018
- La grande déchirure...Noël 1920 à Tours, le Congrès fratricide  (postface de Raoul Vaneigem), Editions du Croquant, 2020
- "Le zéphyr au gai menton" à propos du souffle libertaire et festif de Mai 68, avec un avant-propos et un épilogue de Raoul Vaneigem. 2023 (éditions du Croquant)
- La Commune de Paris (1871)[4]
- Dreyfus ou l'intolérable vérité
- Sade, j'écris ton nom liberté, éditions Pygmalion